# Тины (приток Кана)
Тины — река в России, протекает по Саянскому району Красноярского края. Длина реки — 26 км.
Начинается северо-восточнее урочища Грива Тютина. Течёт в общем юго-восточном направлении, сначала по открытой местности, затем по лесистым горам. Протекает через деревни Тинская и Чарга. Впадает в Кан слева на высоте около 290 м над уровнем моря, в 426 км от его устья. Вблизи устья — гора Большая Чарга и остров Смородинный.
Основные притоки — Чарга (лв.), Сосновый (пр.), Тинка (пр.), Дунай (лв.), Дукой (лв.).

## Данные водного реестра
По данным государственного водного реестра России относится к Енисейскому бассейновому округу, речной бассейн реки Енисей, речной подбассейн реки — Енисей между слиянием Большого и Малого Енисея и впадением Ангары, водохозяйственный участок реки — Кан.
Код объекта в государственном водном реестре — 17010300412116100021801.